# Islámský terorismus ve Francii
Islámský terorismus ve Francii je označení pro používání násilí a teroru k dosažení politických nebo náboženských cílů na území Francouzské republiky, jejichž pachatelé – islamisté své jednání motivují a obhajují islámskou vírou založenou na textech koránu a hadísů.
Francie je jedna z neohroženějších zemí Evropy islámským terorismem. V 80. letech 20. století byla Francie zasažena teroristickými útoky Hizballáhu v souvislosti s intervencí v Libanonu během občanské války. V 90. letech 20. století byla Francie několikrát zasažena teroristickými útoky Ozbrojené islámské skupiny v souvislosti s podporou alžírské vlády během občanské války. Od 21. století je Francie terčem mezinárodního islámského terorismu, vedeným především al-Káidou a později i Islámským státem.

## Chronologie
- 3. říjen 1980 – atentát v Rue Copernic
- 9. srpen 1982 – atentát v Rue des Rosiers
- 17. září 1986 – atentát v ulici Rennes v Paříži
- 24.–26. prosinec 1994 – let Air France 8969
- 25. červenec – 17. říjen 1995 – bombové útoky ve Francii 1995
- 11. březen – 22. březen 2012 – útoky v Montauban a Toulouse 2012
- 7.–9. leden 2015 – útoky v Île-de-France v lednu 2015 (viz útok na redakci časopisu Charlie Hebdo)
- 19. duben 2015 – aféra Sid Ahmed Ghlam
- 26. červen 2015 – útok v Saint-Quentin-Fallavier
- 13.–14. listopad 2015 – teroristické útoky v Paříži v listopadu 2015
- 13. červen 2016 – teroristický útok v Magnanville
- 14. červenec 2016 – teroristický útok v Nice 2016
- 26. červenec 2016 – útok na kostel Saint-Étienne-du-Rouvray
- 20. duben 2017 – útok v Champs-Élysées v dubnu 2017
- 1. říjen 2017 – útok v Marseille v říjnu 2017
- 23. březen 2018 – útok v Carcassonne a Trèbes
- 12. květen 2018 – útok nožem v Paříži
- 11. prosinec 2018 – Útok ve Štrasburku (2018)
- 3. říjen 2019 – útok na policejní prefekturu v Paříži
- 3. leden 2020 – útok ve Villejuif
- 4. duben 2020 – útok nožem v Romans-sur-Isère
- 16. říjen 2020 – vražda Samuela Patyho
- 29. říjen 2020 – teroristický útok v Nice 2020
- 23. duben 2021 – útok ve Rambouillet